# H.F.M. 2 – The Hunger for More 2
H.F.M. 2 – The Hunger for More 2 (englisch für „Der Hunger nach mehr“) ist das dritte Soloalbum des US-amerikanischen Rappers Lloyd Banks. Es erschien am 22. November 2010 über die Labels G-Unit Records und EMI.

## Produktion
Bei dem Album fungierten Lloyd Banks selbst und sein Labelchef 50 Cent als ausführende Produzenten. Der Musikproduzent Cardiak produzierte drei Lieder des Albums. Weitere Instrumentals stammen von Ryan Leslie, Grandz Muzik, Bliz Money, Nick Speed, Prime, G’Sparkz, Dirk Pate, Dré McKenzie, The WatcherZ, Dready, J.U.S.T.I.C.E. League und Frank Dukes. Außerdem wurden die Beats der Bonussongs von Lab Ox, Vikaden, Boi-1da, Matthew Burnett und Doe Pesci beigesteuert.

## Covergestaltung
Das Albumcover zeigt Lloyd Banks, der in Lila gekleidet ist, seitlich an einer Hauswand lehnt und den Blick vom Betrachter aus gesehen nach rechts richtet. Links oben befinden sich die grau-grünen Schriftzüge Lloyd Banks, H.F.M. und The Hunger for More 2, wobei der Buchstabe O des Wortes More von einem Bündel Geldscheine dargestellt wird. Im Hintergrund ist ein Gebäude zu sehen.

## Gastbeiträge
Auf elf bzw. 13 Liedern des Albums sind neben Lloyd Banks andere Künstler vertreten. So ist der Sänger Ryan Leslie an den Songs So Forgetful und Start It Up beteiligt, wobei auf letzterem ebenfalls die Rapper Swizz Beatz, Kanye West und Fabolous zu hören sind. Lloyd Banks’ Labelchef 50 Cent tritt auf Payback (P’s and Q’s) in Erscheinung. Der Track Take ’Em to War ist eine Kollaboration mit dem G-Unit-Mitglied Tony Yayo, und bei Celebrity hat der Sänger Akon einen Gastauftritt. Außerdem arbeitet Lloyd Banks auf Unexplainable mit dem Rapper Styles P. zusammen, während er auf Any Girl von dem Sänger Lloyd unterstützt wird. Des Weiteren hat der Rapper Pusha T einen Gastbeitrag auf dem Song Home Sweet Home, während Juelz Santana an Beamer, Benz, or Bentley beteiligt ist. Der Sänger Jeremih tritt auf I Don’t Deserve You in Erscheinung, und der Rapper Raekwon hat bei Sooner or Later (Die 1 Day) einen Gastauftritt. Auf den Bonussongs Kill It und Where I’m At sind noch der Sänger Governor bzw. der Rapper Eminem vertreten.

## Titelliste
| #  | Titel                       | Gastmusiker                                    | Produzent                | Länge |
| -- | --------------------------- | ---------------------------------------------- | ------------------------ | ----- |
| 1  | Take ’Em to War             | Tony Yayo                                      | Cardiak                  | 3:29  |
| 2  | Unexplainable               | Styles P.                                      | Cardiak                  | 4:15  |
| 3  | Payback (P’s and Q’s)       | 50 Cent                                        | Grandz Muzik, Bliz Money | 4:12  |
| 4  | Home Sweet Home             | Pusha T                                        | Nick Speed               | 3:59  |
| 5  | Beamer, Benz, or Bentley    | Juelz Santana                                  | Prime                    | 3:28  |
| 6  | So Forgetful                | Ryan Leslie                                    | Ryan Leslie              | 3:59  |
| 7  | Father Time                 |                                                | G’Sparkz                 | 3:25  |
| 8  | Start It Up                 | Swizz Beatz, Kanye West, Ryan Leslie, Fabolous | Cardiak                  | 4:49  |
| 9  | Celebrity                   | Akon                                           | Dirk Pate, Dré McKenzie  | 3:29  |
| 10 | On the Double               |                                                | The WatcherZ             | 2:49  |
| 11 | Any Girl                    | Lloyd                                          | Dready                   | 3:31  |
| 12 | I Don’t Deserve You         | Jeremih                                        | J.U.S.T.I.C.E. League    | 3:52  |
| 13 | Sooner or Later (Die 1 Day) | Raekwon                                        | Frank Dukes              | 3:31  |

Bonus-Songs der iTunes-Edition:
| #  | Titel        | Gastmusiker | Produzent                | Länge |
| -- | ------------ | ----------- | ------------------------ | ----- |
| 14 | Kill It      | Governor    | Lab Ox, Vikaden          | 3:21  |
| 15 | Where I’m At | Eminem      | Boi-1da, Matthew Burnett | 5:18  |

Bonus-Songs der internationalen Edition:
| #  | Titel            | Gastmusiker | Produzent | Länge |
| -- | ---------------- | ----------- | --------- | ----- |
| 14 | When I Get There |             | Doe Pesci | 3:09  |
| 15 | Make Money       |             | Doe Pesci | 4:26  |

## Chartplatzierungen und Singles
H.F.M. 2 – The Hunger for More 2 stieg am 11. Dezember 2010 auf Platz 26 in die US-amerikanischen Albumcharts ein und konnte sich vier Wochen in den Top 200 halten. Die deutschen Charts erreichte das Album nicht.
Als erste Single wurde am 9. Februar 2010 das Lied Beamer, Benz, or Bentley ausgekoppelt. Es belegte Platz 49 der US-amerikanischen Charts und wurde für mehr als 500.000 verkaufte Einheiten mit einer Goldenen Schallplatte ausgezeichnet. Als weitere Auskopplungen folgten Any Girl, Start It Up, I Don’t Deserve You und So Forgetful.

## Rezeption
Dani Fromm von der Internetseite laut.de bewertete das Album mit drei von möglichen fünf Punkten. Lloyd Banks’ Vortrag wird als „flüssig, stetig, ein bisschen angekratzt, dabei doch zugleich ungewöhnlich melodiös“ beschrieben. Auch die Instrumentals seien sehr abwechslungsreich, wogegen die Themen sich nur um „Scheine - Schlampen - Karren - Knarren“ drehen würden.